# 陶汝鼐

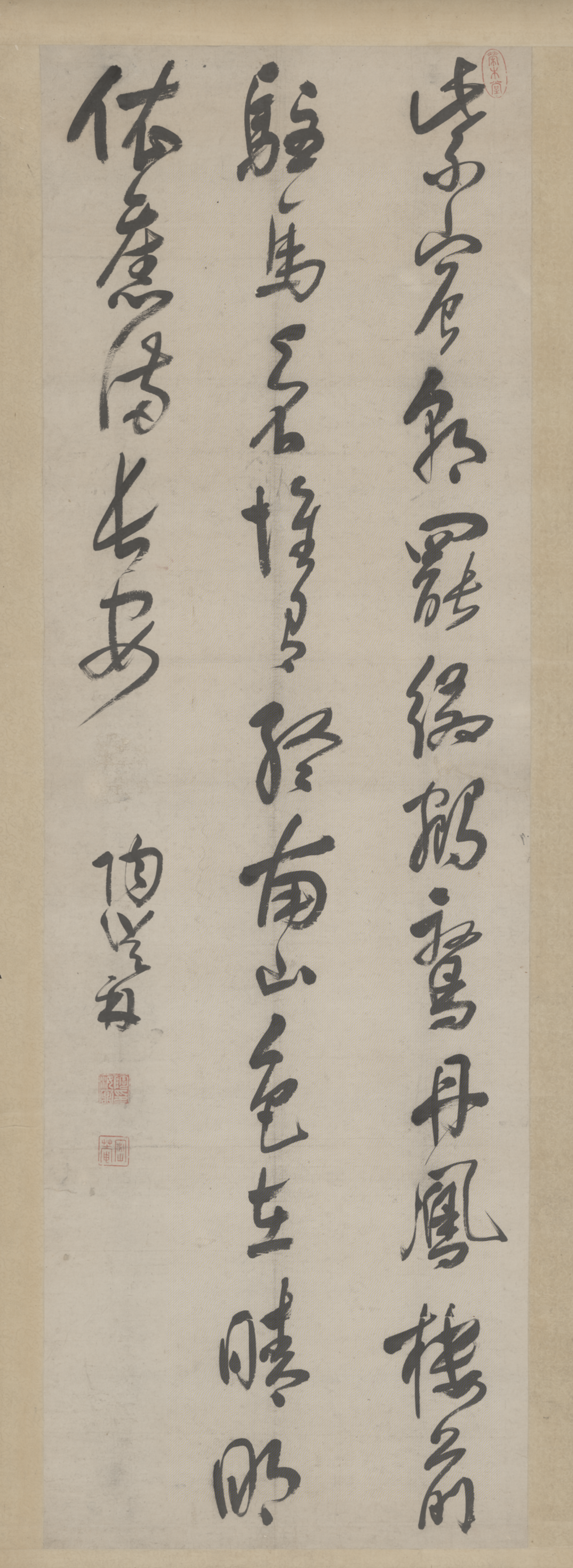
陶汝鼐草书李拯《退朝望终南山》（北京故宫博物院藏）

陶汝鼐（1601年—1683年），字仲调，一字燮友，别号密庵，又号石溪农，湖南宁乡县人。明末政治人物。
少年奇慧，工诗文。其文隽逸，词赋尤工，有“楚陶三绝”之誉。崇祯六年（1633年）举于乡，崇祯十六年（1643年）会试副榜，授广东教谕。亡削发为僧，号忍头陀。卒年八十三。